# Chiang Saen Nationaal Museum
Het Chiang Saen Nationaal Museum (Thai: พิพิธภัณฑสถานแห่งชาติเชียงแสน) is een museum in Chiang Saen in Thailand.

## Voorwerpen
Het Chiang Saen Nationaal Museum bevat stenen en Boeddhabeelden uit de Lannaperiode. Er zijn ook voorwerpen uit de prehistorie en artefacten die zijn gemaakt door de bergvolkeren. Het Chiang Saen National Museum bevat ook Noord-Thais keramiek. Zoals in de meeste Thaise musea is het achterste deel van het museum gewijd aan de volkscultuur.